# Molí de Danyans
El Molí de Danyans és un molí del municipi de Borredà (Berguedà) que forma part de l'Inventari del Patrimoni Arquitectònic de Catalunya.

## Descripció
Restes d'un antic molí fariner que s'han arranjat mínimament per allotjar una petita central elèctrica que proporciona llum a la veïna casa de Puigcercós. De l'antic molí només es conserva la planta baixa del que fou el casal moliner, així com la part del mur de la bassa, i el carcau, fet de maçoneria irregular del segle xviii, pròpia d'aquestes senzilles construccions popular de muntanya.

## Història
El 1974 Joan Puigcercós comprà a carta de gràcia el molí fariner i bataner de Dayans a Manuel Puigcercós, moliner de la parròquia de St. Julià de Palomera per 6700 lliures, prèvia autorització de l'intendent del principat i de Josep Font i la seva muller de Girona que hi tenien drets. L'ús del molí fou confirmat el 1813.